# Iris deserti
Iris deserti es una especie de mantis de la familia Tarachodidae.

## Distribución geográfica
Se encuentra en Argelia, Chad y Túnez.